# Escuelas Públicas Metropolitanas de Nashville
Las Escuelas Públicas Metropolitanas de Nashville (Metropolitan Nashville Public Schools, MNPS) es un distrito escolar de Tennessee. Tiene su sede en Nashville y sirve todo del Condado de Davidson.
Tiene 82.000 estudiantes de más de 120 países. Es el 42.o más grande distrito escolar de los Estados Unidos.